# Strychnin
Strychnin je složený indolový alkaloid vyskytující se v semenech rostliny kulčiba dávivá (Strychnos nux vomica). V semenech se rovněž nachází obdobný alkaloid brucin, který má podobné, ale slabší účinky. Obě látky mají výraznou hořkou chuť, patří mezi nejvíce hořké látky vůbec; chuťově je člověk odhalí při koncentraci kolem 1 ppm (0,000 1 %). V čistém stavu je strychnin bílá krystalická látka, málo rozpustná ve vodě.

## Použití
- jed na krysy
- při nedoslýchavosti a ušních šelestech
- při zrakových poruchách
- pro povzbuzení chuti k jídlu
- při léčbě svalové ochablosti
- pro povzbuzení dýchání a krevního oběhu
- pro povzbuzení dýchání při otravě bolehlavem
- jako protijed při otravách hypnotiky (barbituráty)
- v kombinaci s projímadlem při akutních zácpách

## Toxický účinek
Strychnin je typický křečový jed. Jako inhibitor glycinového receptoru blokuje retardéry synaptického přenosu zadních kořenů míšních a umožňuje rozsáhlé rozšíření podráždění. Malé dávky zvyšují míšní reflexy, vyšší dávky pak dráždí centra v prodloužené míše. Sebemenší impulsy vedou k rychle se šířícím záchvatům nekoordinovaných reflexních křečí. Velké dávky způsobují ochrnutí centrálního nervstva.
Antidotem (protijedem) strychninu jsou barbituráty, tradiční léky na spaní, a naopak; strychnin se používá jako protijed při otravách barbituráty.
Strychnin se velmi snadno vstřebává z podkoží a z trávicího traktu. Asi pětina jedu se vyloučí močí nezměněna, přičemž toto vylučování začne brzy po požití, ale přetrvává ještě několik dnů. Čtyři pětiny jedu jsou odbourávány v játrech. Strychnin lze při pitvě dokázat ještě mnoho měsíců po smrti.
K otravám může dojít špatným užitím léku s obsahem této látky, nebo vinou záměny jedu na krysy. Vyskytují se i vraždy a sebevraždy za použití tohoto jedu. Nejmenší smrtnou dávkou strychninu je 30 mg. Zaručeně smrtnou dávkou je 200 mg. Osoby trpící srdeční vadou a děti jsou ke strychninu citlivější. Již 10 mg může vyvolat toxické příznaky. V Česku je však málokdy předepisováno více než 3 mg. Otravu může způsobit též požití masa z otrávených zvířat. Javanci popravovali zločince zraněním dýkou, jejíž ostří bylo potřísněno strychninem.

### Smrtelná dávka
- LD50 = 0,5 až 1 mg/kg
- LDLo = 0,2 mg/kg

### Průběh otravy
Otrava strychninem má dvě stádia. Při prvním z nich dojde ke zbystření zraku, sluchu, hmatu a čichu, které se vyhrotí natolik, že je to až nepříjemné. Vnímání bolesti se spíše snižuje. Otrávený se stává dráždivým. Ucítí nezvyklé pocity ztuhlosti ve žvýkacím a šíjovém svalstvu, polykání vázne, někdy se objevuje závrať. Tyto příznaky se mohou objevit i jako vedlejší účinky při léčbě strychninem. Toto stadium trvá různě dlouho - závisí na velikosti dávky a způsobu podání - jde většinou o čtvrt až půl hodiny. Pak dochází ke stupňování úzkosti do stavu, označovaného jako smrtelná úzkost. Každý silnější vjem je nepříjemný, otrávený se leká maličkostí. Nejhůře pociťuje vjemy sluchové, ale dráždí jej i vjemy zrakové a hmatové. V této době se objevuje i třes.
Náhle - buď bez zjevné příčiny, nebo po nějakém silnějším vjemu - vypukne křečový záchvat, který je vstupem do druhého stádia - stádia strychninových křečí. Záchvat trvá 1 až 2 minuty. Během křečí se zastaví dech, konečky prstů a jiné výběžky modrají, stoupá krevní tlak. Všechno kosterní svalstvo je ztuhlé jako kámen, napjaté. Po záchvatu nastane relaxace, postižený se na chvíli vrací do stádia prvního, přičemž však sebemenší podnět (dotek, šramot) může vyvolat další křečový záchvat. Záchvaty se opakují s větší a větší intenzitou. Nemocný je více a více vyčerpaný, vědomí však neztrácí. Smrt nastává zpravidla v záchvatu udušením, případně toxickou obrnou srdce. Slabší jedinci a děti umírají někdy již při třetím záchvatu.